# Pulverturm (Berlin)

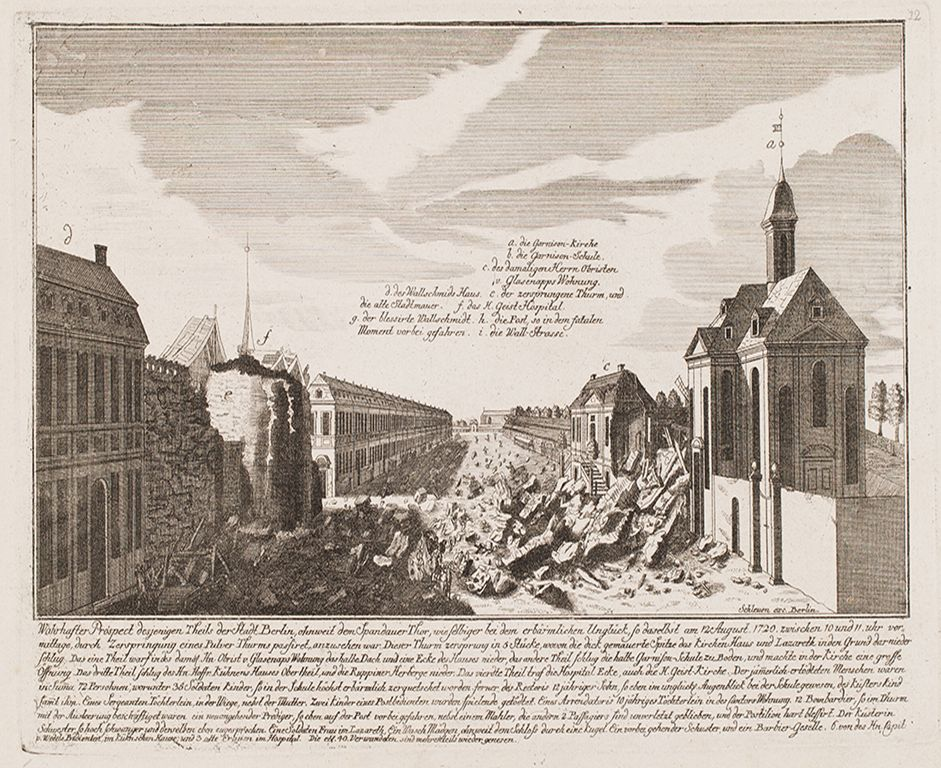
Explosion des Pulverturm 1720 in der Spandauer Straße

Der Pulverturm war Teil der im 13. Jahrhundert entstandenen mittelalterlichen Berliner Stadtmauer sowie der Befestigungsanlage Berlins im 17. Jahrhundert. In der Nähe des Spandauer Tors gab es zwei Türme, die zur Lagerung von Munition und Schießpulver dienten. Der erste Turm stand beim alten Spandauer Tor an der Einmündung der Spandauer in die Wallstraße, die spätere Neue Friedrichstraße, heute Anna-Louisa-Karsch-Straße, einen zweiten Turm gab es an der Ecke der Kloster- und Wallstraße.
Nach dem Ende des Dreißigjährigen Kriegs entstand unter dem noch jungen Kurfürsten Friedrich Wilhelm eine neue Festungsanlage jenseits der mittelalterlichen Stadtmauern, die schon bei ihrem Bau als militärisch überholt galt. Durch den Festungsbau wurde das Spandauer Tor zwischen 1660 und 1662 nach Osten verlegt und monumentaler gestaltet. Die alten Festungswerke konnten nun abgetragen werden, um Platz für die Garnisonkirche und andere Bauwerke zu schaffen. Die Türme blieben aber vorerst stehen und waren eine stetige Gefährdung. Nachdem 1717 auf Befehl des preußischen Königs Friedrich Wilhelm I. von den Holländern Brauer und Van Zee die Königliche Pulverfabrik in die damaligen Jungfernheide (heute: Berlin-Moabit) verlegt wurde, konnten die alten Türme abgerissen werden.
Im Sommer 1720 war man mit den Abrissarbeiten beschäftigt, aber zuvor musste der Turm vom Schießpulver geräumt werden, eine Arbeit, die vom König persönlich beaufsichtigt wurde. Wegen der Explosionsgefahr waren die Artilleristen angewiesen beim Ausräumen „keinen Tabak zu rauchen und die Arbeit nur in Filzsocken zu verrichten“, wie Oskar Schwebel in Geschichte der Stadt Berlin berichtet. Am 12. August 1720 kam es zu der folgenschweren Explosion.
Der Stich von Johann David Schleuen schildert die Explosion wie folgt:

„Wahrhafter Prospect desjenigen Theils der Stadt Berlin, ohnweit dem Spandauer Thor, wie selbiger bei dem erbärmlichem Unglück, so daselbst am 12. August 1720, zwischen 10 und 11 Uhr vormittags durch Zerspringung eines Pulverthurms passiret, anzusehen war. Dieser Thurm zersprang in fünf Stücke, wovon die dick gemauerte Spitze das Kirchen Haus und Lazareth in den Grund darnieder schlug. Das eine Theil warf in dem damals von Herrn Obrist von Glasenapps Wohnung das halbe Dach und eine Ecke des Hauses nieder, das andere Theil schlug die halbe Garnison-Schule zu Boden, und machte in der Kirche eine große Öffnung. Das dritte Theil schlug des Herrn Hofraths Kühnens Hauses Obertheil und die Ruppiner Herberge nieder. Das vierte Theil traf die Hospital Ecke, auch die Heilige Geist Kirche. Der jämmerlich ertödteten Menschen waren in Summe 72 Personen, worunter 35 Soldaten Kinder, so in der Schule höchst erbärmlich zerquetschet worden ferner der Rectoris 12jähriger Sohn, so eben im unglücklichen Augenblick bei der Schule gewesen, des Küsters Kind samt ihm. Eines Sergeanten Töchterlein, in der Wiege, nebst der Mutter. Zwei Kinder eines Postbedienten wurden spielend getötet. Eines Arrendatoris 10jähriges Töchterlein in des Cabtors Wohnung. 12 Bombardier, so im Thurm mit der Ausleerung beschäftigt waren, neuangehender Prediger, so eben auf der Post vorbeigefahren, nebst einem Mahler, die anderen 2 Passagiers sind unverletzt geblieben und der Postilion hart blessiert. Der Küsterin Schwester so hoch schwanger und denselben eben zugesprochen??? Eine Soldaten Frau im Lazareth Ein Wasch Mädgen, ohnweit dem Schloße durch eine Kugel. Ein vorbeigehender Schuster, und ein Barbier-Geselle. 6 von des Hr. Capite v. Wiedels […], im Küthetschen Kaserne, und 3 alte Frauen im Hospital. Die etlichen 40 Verwundeten sind mehrentheils wieder genesen.“

Schwebel berichtet weiter:

„76 Personen verloren ihr Leben, 42 wurden mehr oder minder schwer beschädigt; der König selbst, welcher die Arbeiter zu beaufsichtigen willens gewesen, war nur dadurch dem sichern Tode entgangen, daß er sich auf der Wachtparade verspätet hatte. In der nahen Garnisonschule waren 36 Kinder getötet worden; nur eins, ein Kind von 6 Jahren, wurde nach 24 Stunden noch lebend unter den Trümmern hervorgezogen. Wie alle benachbarten Häuser, so war auch die Garnisonkirche Friedrich I. total vernichtet. […] Nach der Aufräumung der Trümmer ließ der tief erschütterte König sofort den Bau einer neuen Garnisonschule und Kirche beginnen, welche im Jahr 1722 auch glücklich vollendet wurden“

 Selbst in einiger Entfernung zerbarsten sämtliche Fensterscheiben, so im königlichen Schloss und im Zeughaus.
Die 1701–1703 unter König Friedrich I. durch den Baumeister Martin Grünberg errichtete Garnisonkirche erlitt besonders schwere Beschädigungen, sodass sie abgerissen und neu gebaut werden musste. Unter Leitung von Philipp Gerlach (1679–1748) entstand eine bedeutend erweiterte Garnisonkirche, die am 31. Mai 1722 eingeweiht wurde. Zeitgleich war auch das beschädigte Spandauer Tor wiederhergestellt worden.